# Henri Heuvelmans
Henri Heuvelmans (Amsterdam, 3 mei 1951) is een Nederlands pianist, componist en dirigent.

## Levensloop
Heuvelmans doorliep het Sint Ignatiusgymnasium in Amsterdam. Hierna studeerde hij piano en schoolmuziek aan het Sweelinck-conservatorium. Hij specialiseerde zich op Gregoriaanse muziek.
Henri werd in 1967 benoemd tot organist aan de Sint-Thomas van Aquinokerk in Amsterdam. Hij was vanaf 1973 muziekdocent aan de PABO en het Amsterdams Conservatorium. Sinds begin jaren tachtig is hij als pianist en dirigent verbonden aan het Amsterdamse Studentenekklesia,  De Nieuwe Liefde en De Rode Hoed. Daarnaast componeerde hij samen met Huub Oosterhuis een aantal kerkliederen en werkt nauw samen componist Tom Löwenthal.

## Composities
- Gezegend Gij, in uw verborgenheid
- Gij alleen
- Hij onze God, Hij Een
- Hoor Gij van Israël
- Ik zing, want ik ben
- Mij geschiede uw woord
- Onze hulp in de naam van de Heer
- Roept het tot alle steden
- Tijd van vloek en tijd van zegen
- Wij noemen ons één